# Scottish Third Division 2009-2010
La Scottish Third Division 2009-2010 è stata la 16ª edizione del torneo e ha rappresentato la quarta categoria del calcio scozzese.

## Squadre partecipanti
| Squadra            | Città              | Stadio              | Posizione 2008-2009                                                                               |
| ------------------ | ------------------ | ------------------- | ------------------------------------------------------------------------------------------------- |
| Albion Rovers      | Coatbridge         | Cliftonhill Stadium | 8º posto                                                                                          |
| Annan Athletic     | Annan              | Galabank Stadium    | 7º posto                                                                                          |
| Berwick Rangers    | Berwick-upon-Tweed | Shielfield Park     | 9º posto                                                                                          |
| East Stirlingshire | Falkirk            | Firs Park           | 3º posto                                                                                          |
| Elgin City         | Elgin              | Borough Briggs      | 10º posto                                                                                         |
| Forfar Athletic    | Forfar             | Station Park        | 6º posto                                                                                          |
| Livingston         | Livingston         | Almondvale Stadium  | 7º posto in Scottish First Division 2008-2009, retrocesso dalla SFA per irregolarità finanziarie. |
| Montrose           | Montrose           | Links Park          | 5º posto                                                                                          |
| Queen's Park       | Glasgow            | Hampden Park        | 9º posto in Scottish Second Division 2008-2009, perdente play-out                                 |
| Stranraer          | Stranraer          | Stair Park          | 10º posto in Scottish Second Division 2008-2009                                                   |

## Classifica finale
|  | Pos. | Squadra            | Pt | G  | V  | N  | P  | GF | GS | DR  |
|  | ---- | ------------------ | -- | -- | -- | -- | -- | -- | -- | --- |
|  | 1.   | Livingston         | 78 | 36 | 24 | 6  | 6  | 63 | 25 | +38 |
|  | 2.   | Forfar Athletic    | 63 | 36 | 18 | 9  | 9  | 59 | 44 | +15 |
|  | 3.   | East Stirlingshire | 61 | 36 | 19 | 4  | 13 | 50 | 46 | +4  |
|  | 4.   | Queen's Park       | 51 | 36 | 15 | 6  | 15 | 42 | 42 | 0   |
|  | 5.   | Albion Rovers      | 50 | 36 | 13 | 11 | 12 | 35 | 35 | 0   |
|  | 6.   | Berwick Rangers    | 50 | 36 | 14 | 8  | 14 | 46 | 50 | −4  |
|  | 7.   | Stranraer          | 47 | 36 | 13 | 8  | 15 | 48 | 54 | −6  |
|  | 8.   | Annan Athletic     | 43 | 36 | 11 | 10 | 15 | 41 | 42 | −1  |
|  | 9.   | Elgin City         | 34 | 36 | 9  | 7  | 20 | 46 | 59 | −13 |
|  | 10.  | Montrose           | 24 | 36 | 5  | 9  | 22 | 30 | 63 | −33 |

Legenda:

      Campione di Third Division e promossa in Second Division
      Ammesse ai play-off per la Second Division
Note:

Tre punti a vittoria, uno a pareggio, zero a sconfitta.

## Play-off promozione
Ai play-off partecipano la 2ª, 3ª e 4ª classificata della Third Division (Forfar Athletic, East Stirlingshire, Queen's Park) e la 9ª classificata della Second Division 2009-2010 (Arbroath).

### Semifinali
| Squadra 1          | Totale | Squadra 2       | Andata | Ritorno |
| ------------------ | ------ | --------------- | ------ | ------- |
| Queen's Park       | 2 – 6  | Arbroath        | 0 – 4  | 2 – 2   |
| East Stirlingshire | 2 – 3  | Forfar Athletic | 0 – 1  | 2 - 2   |

### Finale
| Squadra 1 | Totale | Squadra 2       | Andata | Ritorno |
| --------- | ------ | --------------- | ------ | ------- |
| Arbroath  | 0 – 2  | Forfar Athletic | 0 – 0  | 0 – 2   |